# Insertio (Schriftmaß)
Non Plus Ultra (2 Punkt)
Microscopique (2,5 Punkt)
Brilliant (3 Punkt)
Diamant (4 Punkt)
Perl (5 Punkt)
Nonpareille (6 Punkt)
Insertio (6,5 Punkt)
Kolonel (7 Punkt)
Petit (8 Punkt)
Borgis (9 Punkt)
Korpus (10 Punkt)
Rheinländer (11 Punkt)
Cicero (12 Punkt)
Mittel (14 Punkt)
Tertia (16 Punkt)
Paragon (18 Punkt)
Text (20 Punkt)
Kanon (36 Punkt)
Konkordanz (48 Punkt)
Sabon (60 Punkt)
Die Insertio ist ein seltenerer Schriftgrad im Bleisatz mit einer Kegelhöhe von sechseinhalb Didot-Punkten, das entspricht 2,444 mm. Die Entsprechung in sechseinhalb DTP-Punkten misst 2,293 mm.
Der Name Insertio leitet sich vom alten Begriff Insertion ab, der „Zeitungsanzeige“ oder „Inserat“ bedeutet. Dieses Sondermaß kam in Deutschland in den 1920er Jahren auf und wurde in der Regel von Zeilengießmaschinen erzeugt. Sie tauchte nur vereinzelt auf, und dann nur im Inseratenteil von Tageszeitungen.
Schriftmaße haben in vielen europäischen Ländern andere Namen oder gleiche Namen bezeichnen unterschiedliche Kegelhöhen. Diese Schriftgröße war eine deutsche Eigenart, ihr entsprechen metrisch die Minion-Schriften in England und Amerika mit sieben englischen Punkten.